# Rafael Cortiella
Rafael Cortiella Juancomartí fue un historietista español (Barcelona, 1931 - Barcelona, 2019).

## Biografía
Rafael Cortiella debutó como historietista en pequeñas editoriales como Ameller y Símbolo, pero ya en 1954 empezó a trabajar para Bruguera.
Rafael Cortiella enfocó su carrera hacia la ilustración, aunque todavía realizó algunas historietas para "Futuro", también de Cliper, y las novelas gráficas de Toray.

## Obra
| Años | Título                                | Guionista        | Tipo            | Publicación |
| ---- | ------------------------------------- | ---------------- | --------------- | ----------- |
| 194- | Don Triqui                            | Rafael Cortiella | Serial con Ayné | Ameller     |
| 1948 | Divúlguelo                            |                  | Serie colectiva | Nicolás     |
| 1953 | Skilled                               | Ricardo Acedo    | Serie           | El Coyote   |
| 1953 | Clay Sutton                           | Rafael Cortiella | Serial          | Símbolo     |
| 1954 | Aunque le cueste creerlo              |                  | Serie colectiva | Pulgarcito  |
| 1954 | Comando Roy                           | Lasting Grumbler | Serial          | Símbolo     |
| 1954 | Carlos                                | Víctor Mora      | Serial          | Bruguera    |
| 1955 | César Meteor-Aventuras en el año 2000 | Ricardo Acedo    | Serial          | Toray       |
| 1957 | Curiosidades estelares                |                  | Serie           | Futuro      |
| 1957 | Jim Futuro                            |                  | Serie           | Futuro      |
| 1962 | Brigada Secreta                       |                  | Serial          | Toray       |
| 1965 | Espionaje                             |                  | Serial          | Toray       |